# Nationale Bibliotheek van Armenië
De Nationale Bibliotheek van Armenië (Armeens: Հայաստանի Ազգային Գրադարան ― Hajastani azgajin gradaran) is de nationale bibliotheek van Armenië in Jerevan.
De bibliotheek is in 1832 opgericht aan een jongens Gymnasium. Van 1925 tot 1990 is deze bibliotheek naar de staatsman Alexander Myasnikyan vernoemd. Nu huisvest de bibliotheek
in 4 gebouwen in Jerevan.